# Striježevo
Striježevo je naseljeno mjesto u općini Vareš, Federacija Bosne i Hercegovine, BiH.

## Stanovništvo

### 1991.
Nacionalni sastav stanovništva 1991. godine, bio je sljedeći:
ukupno: 473
- Muslimani - 473

### 2013.
Nacionalni sastav stanovništva 2013. godine, bio je sljedeći:
ukupno: 350
- Bošnjaci - 350